# نهاس أحمر القفا
نهّاس أحمر القفا (الاسم العلمي: Harpactes kasumba) هو نوع من فصيلة طرغونية.